# Paralobophora ustata
Paralobophora ustata là một loài bướm đêm trong họ Geometridae.